# Mike Pingitore

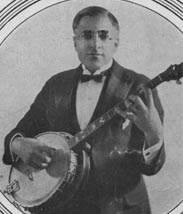
Mike Pingitore

Mike Pingitore was een Amerikaanse jazz-banjospeler en -gitarist. Hij was de broer van Eugene Pingitore, eveneens een bekende banjospeler. Pingitore speelde in het Oakland Symphony-orkest en werd later ontdekt door bandleider Paul Whiteman, die hem aannam. Met Whiteman maakte Pingitore in de jaren dertig ook opnames. In 2005 werd Pingitore opgenomen in de Four-String Banjo Hall of Fame.